# Tamerlan Thorell

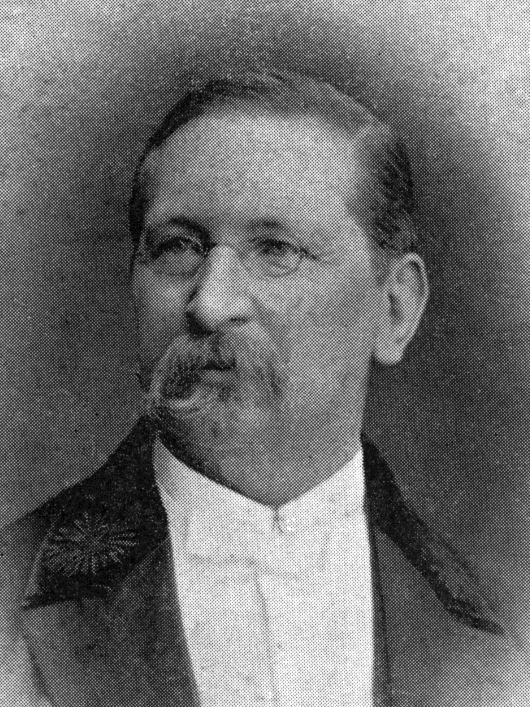
Tamerlan Thorell

Tord Tamerlan Teodor Thorell, genannt Tamerlan Thorell, (* 3. Mai 1830 in Göteborg; † 22. Dezember 1901 in Helsingborg) war ein schwedischer Arachnologe. Er lehrte als Professor für Zoologie an der Universität Uppsala.
Thorell studierte Zoologie in Uppsala mit dem Abschluss als Cand. phil. 1855 und der Promotion 1856. Danach war er Dozent in Uppsala, 1859 Adjunkt und 1864 Professor. 1861/62 reiste er mit einem staatlichen Stipendium ins Ausland. 1866 musste er aus Gesundheitsgründen seine Dozentur aufgeben und 1877 ging er aus demselben Grund in Pension. Ab 1875 lebte er in Südeuropa (mit einer kurzen Rückkehr 1879/80).
Er studierte die Spinnentiere mit Giacomo Doria (1840–1913) am Museo Civico di Storia Naturale de Genua und korrespondierte mit den Arachnologen Frederick Octavius Pickard-Cambridge und Eugène Simon. Thorell veröffentlichte zwei wichtige Werke: Über europäische Spinnen (1869) und Synonyme europäischer Spinnen (1870–1873).
Mit Gustaf Lindström beschrieb er einen Skorpion aus dem Silur von Gotland, was damals Aufsehen erregte, da es als ältestes luftatmendes Fossil galt.
Er bearbeitete die schwedische Ausgabe des damals weit verbreiteten Zoologie-Lehrbuchs von Henri Milne Edwards und veröffentlichte 1880 über die Theorie von Charles Darwin in der Ny svensk tidskrift.
Er war Mitglied der Gesellschaft der Wissenschaften in Uppsala (1866) und der Schwedischen Akademie der Wissenschaften (1877) und Ehrenmitglied der Entomologischen Gesellschaft in Stockholm (1885).